# لی بونتکو
لی بونتکو (انگلیسی: Lee Bontecou؛ زادهٔ ۱۵ ژانویهٔ ۱۹۳۱ در پراویدنس، رود آیلند) مجسمه‌ساز، نقاش، هنرمند چاپ‌های دستی و استاد دانشگاه اهل ایالات متحده آمریکا و پیشگام هنر جهانی نیویورک است. این زن هنرمند به‌طور مداوم توانسته‌است کار خود را قابل تشخیص و دریافت نگاه داشته و به‌طور گسترده در دهه ۱۹۶۰ به رسمیت شناخته شد. بونتکو در دهه‌های ۱۹۶۰و ۱۹۷۰ مجسمه‌های انتزاعی ساخت و فرم‌هایی به شکل ماهی، گیاه و گل پلاستیکی ساخته شده با خلاء را در دهه ۱۹۷۰ خلق کرد. شکل‌های ارگانیک غنی و انرژی قدرتمند در نقاشی‌ها، کارهای چاپی و مجسمه‌سازی او ظاهر می‌شود. کار او در بسیاری از موزه‌های بزرگ در ایالات متحده و در اروپا جمع‌آوری شده و به نمایش گذاشته می‌شود.
در سال ۱۹۵۹ بونتکو جایزه لوئیس کامفورت تیفانی را دریافت کرد و در سال ۲۰۰۴ به عضویت آکادمی ملی طراحی انتخاب شد.
نمایشگاه خانم لی بونتکو در لس آنجلس و نیویورک، پس از سه دهه سکوت، جایزه اتحادیه منتقدها را به خود اختصاص داد.